# Anevrina spinipes
Anevrina spinipes är en tvåvingeart som först beskrevs av Daniel William Coquillett 1895.  Anevrina spinipes ingår i släktet Anevrina och familjen puckelflugor. Inga underarter finns listade i Catalogue of Life.